# Jarno Laasala
Jarno Laasala (Seinäjoki, 19 settembre 1979) è un produttore televisivo, stuntman e personaggio televisivo finlandese. Fa parte del noto gruppo di stuntman The Dudesons. Dirige la compagnia di produzione televisiva Rabbit Films ed è il produttore ufficiale di tutte le serie dei Dudesons. Si occupa personalmente anche di molte delle riprese dal vivo degli stunts inseriti all'interno degli episodi delle stesse serie. Infatti, anche per questo motivo, Jarno è senza dubbio il membro meno spericolato del gruppo.

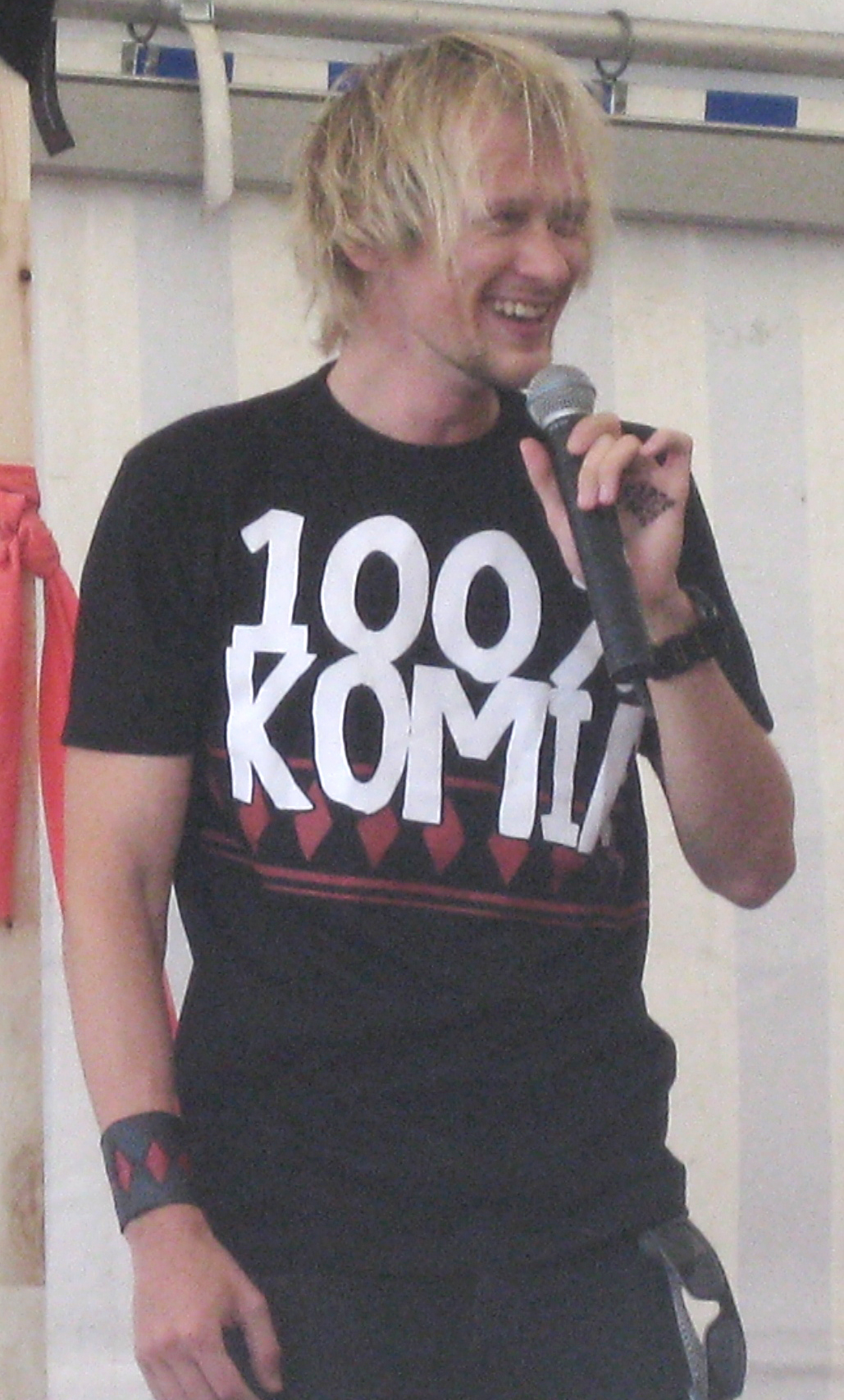
Jarno Laasala

Durante la sua infanzia Jarno è stato un grande appassionato di videogiochi, tanto da arrivare al secondo posto nel campionato nazionale di Super Mario Bros (Nintendo) in Finlandia nel 1992. Da bambino, Jarno voleva diventare un poliziotto. Da adolescente, Laasala ha praticato per lungo tempo il Downhill (ciclismo).
I suoi soprannomi sono: Dr. Arno, Mastermind e Jarno1 (per distinguerlo da Jarno Leppälä), il suo motto è "Il dolore è momentaneo, i video sono eterni".
Insieme agli altri Dudesons, ha partecipato nel maggio 2011 al rally Gumball 3000, vincendo l'ambito Spirit of The Gumball Trophy.

## Filmografia
- Maailmankiertue (in finlandese, 2001–2003)
- Duudsoni Elämää (in finlandese, 2004)
- The Dudesons (2006–)
- Dudesons movie (2006)
- Piilokamerapäälliköt (in finlandese, 2008)
- Bam Margera Presents: Where The Fuck is Santa? (2008)
- The Dudesons in America (2010)
- Jackass 3D (2010)